# NJPW Wrestling Dontaku
NJPW Wrestling Dontaku est un pay-per-view annuel de la New Japan Pro Wrestling (NJPW) disponible uniquement en paiement à la séance, via Ustream et via New Japan Pro Wrestling World (depuis 2015), le service de streaming de la fédération. Il a eu lieu pour la première fois en mai 1993. Après avoir été arrêté en 1995, repris en 2000 et 2001, il a lieu chaque année depuis 2009. À ce jour, douze éditions se sont déroulées au mois de mai. Toutes les éditions se sont déroulées à Fukuoka au Japon.